# Mîrne, Berdîciv
Mîrne (în ucraineană Мирне) este un sat în comuna Velîka Peatîhirka din raionul Berdîciv, regiunea Jîtomîr, Ucraina.

## Demografie
Componența lingvistică a localității Mîrne
     Ucraineană (92,42%)
     Rusă (7,58%)
Conform recensământului din 2001, majoritatea populației localității Mîrne era vorbitoare de ucraineană (92,42%), existând în minoritate și vorbitori de rusă (7,58%).